# ELOV-Label
ELOV-Label（日语：株式會社ゴート・レーベル；，舊稱株式會社傑尼斯娛樂）是日本藝人經理人公司傑尼斯事務所設立的一間唱片公司，略稱「JE」。公司社長是瑪麗·喜多川，而董事代表是小杉理宇造。公司名稱中「Entertainment」一字的正確日語寫法該為，而非一般日語譯法的。

## 概要
該公司於1997年，傑尼斯事務所屬下的偶像團體KinKi Kids（近畿小子）作CD出道時成立的。公司負責唱片製造、發行，至於實際銷售上則委託新力音樂娛樂（日本）公司負責。在設立J Storm之前，公司曾負責過諸如KAT-TUN及小傑尼斯等團體的DVD及VHS發行。
為了獲得更高品質的樂曲，該公司於2003年開始投資瑞典的音樂製作公司「Reactive Songs International」，之後陸續使用許多瑞典音樂人創作的歌曲，包含KinKi Kids的『薄荷糖』、NEWS的『火紅燃燒的太陽』以及修二與彰的百萬單曲『青春Amigo』等。

### 沿革
- 1997年2月14日 - Johnny's Entertainment Inc.公司成立。
- 2003年5月 - 開始投資瑞典的音樂製作公司「Reactive Songs International」。
- 2007年2月 - 獨立品牌ENDLICHERI☆ENDLICHERI成立內部專屬公司「RAINBOW☆ENDLI9」。
- 2024年1月1日 - 更名為「ELOV-Label（イーラブ・レーベル）」に変更[1]。同年1月4日 - 社名改為「株式会社ゴート・レーベル」（英文名Goat Label Co., Ltd.）。

## 所屬藝人
- 少年隊 (1997年～2020年)
- KinKi Kids (1997年～)
  - 堂本剛 (2002年～)
    - ENDLICHERI☆ENDLICHERI

  - 堂本光一 (2006年～)
- NEWS (2004年～)
  - Tegomass (2006年～2020年)（由成員手越祐也及增田貴久組成的組合）
- NYC (2010年～2013年)
  - 中山優馬 (2012年～)
- WEST (2014年～)

### 期間限定
- J-FRIENDS

由東京小子、V6和近畿小子因1995年淡路島大地震慈善籌款而組成。
- Toraji･Haiji

由國分太一及堂本剛因拍攝電影「Fantastipo」而組成。
- 修二與彰

由龜梨和也和山下智久因拍攝日本電視台連續劇「改造野豬妹」而組成。
- GYM

由山下智久和GOLF&MIKE組成, 後來因宣傳富士電視台有關2006年世界女排大獎賽相關節目而組成kitty gym。
- TRIO THE SHAKiiiN

由東山紀之、森田剛和須賀健太因拍攝日本電視台連續劇「美食大偵探2」而組成的三人組合。（當中須賀健太並非傑尼斯事務所旗下藝人）

### 其他藝人
- 森光子 - 唯一一名女性藝人
- GOLF&MIKE - 泰國兄弟偶像二人組

## 外部連結
- ELOV-Label

1. ↑  . モデルプレス. ネットネイティブ. 2023-12-08  [2023-12-10]. 已忽略文本“和書” (帮助)